# كين هنري يونسن
كين هنري يونسن (بالنرويجية: Ken Henry Johnsen)‏ هو حكم كرة قدم نرويجي ولد يوم 28 يوليو 1975 في تونسبرغ.